# デイヴィッド・ヴィッター
デイヴィッド・ブルース・ヴィッター（英語：David Bruce Vitter、1961年5月3日 - ）は、アメリカ合衆国の政治家。連邦下院議員を3期、連邦上院議員を2期務めた。所属政党は共和党。宗教はローマ・カトリック。ウェンディ夫人との間に4人の子供がいる。

## 下院議員
1961年5月3日にルイジアナ州ニューオーリンズに誕生する。1998年の中間選挙で共和党が議席を減少させたことで当時下院議長だったニュート・ギングリッチの政治的責任を問う声が勃発し、ギングリッチはこれを受け下院議長を辞任し、下院議員の職も同時に辞す考えを明らかにした。ギングリッチが退任の意向を示したことで、共和党内で白羽の矢が立ったのは党内保守派の代表格で下院歳入委員長を勤めていたボブ・リビングストンの名前だった、しかしながらこの人事案はほとんど間をおかず白紙となる。リビングストンが下院議長の座を目前で逃した理由は女性問題であり、それも複数の女性問題で、当時の共和党は党を挙げてビル・クリントン大統領の女性問題を批判していた経緯があり、共和党としてはすぐさまリビングストンの首を差し出す必要があった。リビングストンはこれを受け下院議員の職も辞任、また、これは後に明らかになることだが前述のギングリッチが下院議長の職を追われた真の理由は敗戦責任（議席は減少させたものの、過半数割れには至っていない。）ではなく女性問題でとりわけ病弱の妻を捨て（現在の夫人）と不倫関係を続けていた悪質性を党内が重く見たためである。
リビングストンの引責辞任を受け、1999年5月にルイジアナ州第1区の補欠選挙実施が決定した。ヴィッターは補選への出馬を決意し、ルイジアナ州の選挙は過半数を制した候補者が不在の際には上位2人による決選投票となる2回投票制の為、同選挙は元KKK幹部のデイヴィッド・デュークら6人が乱立する激戦だったが、ヴィッターは第1回目の投票では22パーセントの得票で2位につけ、5月22日に実施された決選投票では同州のデイヴィッド・トリーン元州知事を2パーセント差で破り当選を果たした。2000年と2002年の下院選挙でも、ヴィッターは何れも8割の得票を得て再選を果たしている。ルイジアナ1区は全米で共和党の組織力が最も高い地域で、同選挙区の共和党候補の得票率は常時8割前後で推移しているほど強固である。2003年には州知事選挙への出馬が囁かれたが、最終的な出馬は見送っている。

## 連邦上院議員
2004年には上院選挙への出馬を表明し、南部では絶大な支持を誇るジョージ・W・ブッシュ大統領との相乗効果で早々と当選を決める。対する民主党候補は乱立気味でヴィッターは終始選挙戦を優位に運んでいた。当選後は、軍事委員会や銀行委員会に所属し、下院議員時代と同様、急進的な保守政策を推進、ジム・デミントやジェフ・セッションズらと行動を共にすることが多く、2007年には上院に上程された不法移民合法化法案をデミントらと共に否決に追い込んでいる。一方、同年秋には政界を揺るがす売春事件が浮上し、これを受けて買春に関与していたニューヨーク州のエリオット・スピッツァー州知事は辞任に追い込まれ、ヴィッター自身にも買春への関与が浮上、これにより、ヴィッターには辞任圧力が高まったものの、ウェンディ夫人と共に開いた謝罪会見では一定の理解を得て、辞任を回避した。
2009年に発足したバラク・オバマ政権に対しては、対決姿勢を一貫して崩さず、同年初頭に発足したティーパーティー運動に対しては発足当初から理解を示し共闘してきた為、買春事件で批判があったものの2010年の上院選では同勢力の支持を受け、終始優位のまま本選に突入。同年8月実施の党内予備選ではチェット・トレイラー州最高裁判事ら2人の対抗馬が出たもののヴィッターは88%の得票で信任を得る。民主党側は、チャーリー・メランソン下院議員に候補を一本化してヴィッターに挑んだものの結果はヴィッターの圧勝。同州3区のメランソンの後継候補も敗北している。

## ルイジアナ州知事選挙
2014年1月にボビー・ジンダルの任期制限に伴って2015年秋に行われるルイジアナ州知事選挙への出馬を表明した。当初は高い知名度と豊富な政治経験で他候補をリードしていたが、ジンダルの行政が思わしくなくなるにつれ、州内での与党共和党への風当たりが強まったことや、ヴィッター自身の過去の醜聞が蒸し返されるなど、徐々に支持率がジリ貧となった。10月の予備選挙で辛うじて2位となり決選投票に駒を進めるも、11月に行われた本選挙では、精力的な選挙運動を展開した州下院少数派院内総務の民主党ジョン・ベル・エドワーズに10ポイント以上の大差をつけられて完敗した。これを受けてヴィッターは、2016年に予定される自身の連邦上院議員選挙の改選を目指さないことを表明した。